# Jerusalem (Achim von Arnim)
Jerusalem ist die zweite Hälfte von Achim von Arnims Doppeldrama Halle und Jerusalem, das 1811 im Druck erschien. Die Hauptfiguren aus dem in Halle spielenden ersten Teil haben sich auf eine Pilgerreise nach Jerusalem begeben und suchen nach Erlösung. Dabei ändert sich die Figurenkonzeption: „Der ‚Jerusalem‘-Teil des Dramas kennt keine Gestalten mit psychologischer Plausibilität und Wirklichkeitstiefe mehr“.

## Inhalt
Der Jerusalem-Teil besteht aus 13 Szenen:

### Die ernste Erscheinung
Die Szene der Kreuzigung Christi dient als Eröffnung: Christus am Kreuz, die beiden Schächer neben ihm, dazu ein Schriftgelehrter.

### Die Pilger auf dem Meere
Auf der Überfahrt nach Jerusalem gerät das Schiff, auf dem sich Ahasverus, Cardenio und Celinde sowie einige Schiffsleute und andere Pilger befinden, in einen Sturm. Um es leichter zu machen, wird beratschlagt, was zu tun sei. Ahasverus bietet an, über Bord zu gehen, und wird sofort beim Wort genommen. Cardenio versucht, sich vor ihn zu stellen, doch als Ergebnis werden alle drei – Ahasverus, Cardenio, Celinde – über Bord gestürzt. Das Unwetter legt sich. Doch da erscheint ein Schiff unter englischer Flagge mit Kurs auf das Pilgerschiff. Einige Engländer entern das Schiff, auch Lysander ist mit dabei. Er sucht nach seinen Freunden, denn er hat Neuigkeiten. Er insinuiert, dass Cardenio der Bruder seiner Frau, also Olympie, sei und damit sein Schwager. Doch da er sie auf dem Pilgerschiff nicht antrifft, muss er davon ausgehen, dass Cardenio ertrunken ist.

### Die Taufe auf dem Meere
Auch Olympie befindet sich, als Magd verkleidet, an Bord des englischen Schiffs. Sie hat einen Sohn geboren, der nun getauft werden soll. Das Ereignis hat noch eine weitere Folge: Nachdem sich Olympie zu erkennen gegeben hat, entpuppt sich Bromly von der Schiffsbesatzung als Olympies verschollener Bruder Giron. Olympies und Lysanders Sohn wird nach dem englischen Kapitän auf den Namen Sidney getauft.

### Das todteSündenkind
Cardenio und Celinde haben überlebt. Sie sind an Land gespült worden, wo sie aber am Verdursten sind. Celinde enthüllt nun auch ihr Geheimnis: Sie ist schwanger und steht kurz vor der Geburt. Während Cardenio nach Wasser sucht, gebiert sie ihr Kind, das allerdings die Geburt nicht überlebt. Eine „Gestalt“ (wieder die aus dem Halle-Teil bekannte Erscheinung von Olympies toter Mutter) nimmt das „Sündenkind“ mit sich. Als Cardenio zurückkehrt, erzählt Celinde, was passiert ist. Sie interpretieren die Totgeburt als göttliches Zeichen und Teil ihrer Buße, und in dem Moment entdecken sie auch endlich eine Wasserquelle.

### Die Reisenden und die Jungfrau mit dem Storche
Drei der Hallenser Studenten aus dem ersten Teil – der Kümmeltürke, der Waisenhäuser sowie Dienemann – befinden sich ebenfalls in der Wüste, auf dem Weg ins Heilige Land. Sie begegnen einer sagenhaften Riesenjungfrau mit einem Storch. Diese stellt den Dreien ein Rätsel, das nur Dienemann lösen kann, die anderen beiden werden von ihr laut Regieanweisung totgetreten, stehen jedoch kurz darauf wieder auf, nachdem die Erscheinung verschwunden ist. Die drei treffen auf den reichen Pilger und den Lichterzieher vom Bord des Predigerschiffs. Viel Zeit zum Kennenlernen haben sie nicht, sie sehen sich schnell von Arabern umzingelt.

### Die Belagerung
Geschildert wird der Angriff auf Acre. Olympie findet sich aufseiten der Engländer, beobachtet das Geschehen und sinniert über die Grausamkeit des Krieges. Der am Kopf verletzte Lysander kommt aus dem Kampf zurück und redet wirr. Er äußert den Wunsch, zusammen mit Olympie und ihrem gemeinsamen Kind weiter nach Jerusalem zu ziehen. Als Sidney, Bromly und Baron Viren (der auch mit unter den Verteidigern gekämpft hat) eintreffen, beschließen sie, ihn zur heiligen Stadt zu begleiten.

### Die Versuchungen in der Wüste
Ahasverus hat den kleinen Buben, der ebenfalls über Bord des Pilgerschiffs gegangen war, am Strand wiederbelebt. Die Hallenser Studenten, der reiche Pilger und der Lichterzieher, die ihn passieren, sind nunmehr in Gefolgschaft eines reichen Lords, dem sie ihre Freiheit verdanken. Sie hinterlassen Ahasverus Speis und Trank, doch dieser widersteht im letzten Moment der Versuchung. Ahasverus und der Bube ziehen weiter und treffen auf Cardenio und Celinde, die sich zwei Einsiedeleien gebaut haben und schon seit einiger Zeit dabei sind, für ihre Sünden zu büßen. Cardenio liest die Gregorius-Legende vor, die von unwissentlich begangenem Inzest und erfolgreicher Buße handelt. Ahasverus meint, dass sie reif seien für Jerusalem, zusammen ziehen sie los.

### Die Aussicht nach Jerusalem
Gerade als sie der Stadt in der Ferne ansichtig werden, gesteht Ahasverus, Cardenios Vater zu sein: „du bist mein Sohn, von mir in frevelnder Gewalt erzeugt an dieser Stelle“. Cardenios Mutter sei auch Olympies Mutter, die in geisterhafter Gestalt sowohl am Ende des Halle-Teils des Doppeldramas als auch nun erschienen sei und etwa auch Celindes toten Sohn zu sich genommen habe, wie diese berichtet. Cardenios Mutter sei „eine griechische Pilgerin zum heilgen Grabe“ gewesen, namens Anthea. Nach der gewaltsamen Zeugung Cardenios seien sie zusammen als Mann und Frau nach Georgien gegangen, um bei einer versprengten jüdischen Gemeinde zu wohnen. Von den Russen sei die Mutter dann während des Krieges entführt worden. Ahasverus habe nach ihr gesucht, sie jedoch erst nach ihrem Ableben gefunden. Inzwischen hatte Anthea mit einem anderen Mann, der sie von den Kosaken freigekauft habe, weitere drei Kinder gezeugt: Olympie, Baron Viren sowie Giron Bromly. Ahasverus habe als Teil seiner Schuldabtragung den christlichen Glauben angenommen.

### Der Harem des Pascha von Jerusalem
Der Pascha bringt gerade Olympie aus dem Nonnenkloster in den Harem, als Sidney, Baron Viren, Bromly und andere Engländer auftauchen. Sie können den Pascha davon überzeugen, ihnen Olympie wieder auszuliefern.

### Das Nonnenkloster in Jerusalem
Lysander ist inzwischen seinen Verletzungen erlegen, Olympie ist untröstlich. Beider Sohn wird von den Nonnen umsorgt. Sidney erscheint und teilt der Äbtissin mit, dass ihm Lysander auf dem Sterbebett Olympie anempfohlen hat. Er bittet um Olympies Hand.

### Die drei Alten in Jerusalem
Des Nachts treffen drei geheimnisvolle alte Männer an der Grabeskirche zusammen. Sie diskutieren Sidneys Interesse an Olympie, er habe „sich rückwärts gewendet“. Einer der Alten gibt an, „ihm tröstlich erscheinen“ zu wollen. Die drei treten ab. Kurz darauf kommen Ahasverus, Cardenio und Celinde dort an. Ahasverus weiß, dass seine Stunde gekommen ist, er stirbt.

### Die Nacht in der Herberge zu Jerusalem
In einer Schmiede unterhalten sich Baron Viren, Bromly und ein Reisender. Die vorbeiziehenden Cardenio und Celinde, die um Einlass bitten, werden von ihnen nicht erkannt und abgewiesen.

### Der Ritterschlag am heiligen Grabe
Frühmorgens in der Grabeskirche. Einer der Alten, der auch Guardian des Klosters ist, spricht mit Sidney. Dann erscheint auch Olympie. Sie wolle im Kloster bleiben und dienen. Sie übergibt Sidney ihr Kind, damit er es aufziehe. Cardenio und Celinde sind durch die Strapazen geschwächt. Das stürmische Gedränge in der Grabeskirche bekommt Celinde nicht, sie stirbt selig, kurz nachdem sie Baron Viren wiedergetroffen hat. Nun begegnen sich auch endlich die Halbgeschwister Cardenio und Olympie. Dass es nicht zum Inzest kam, verdanken sie der „Gestalt“, der Erscheinung von Olympies toter Mutter, die dies verhindert hat. Nun erscheint sie wieder und nimmt den sterbenden Cardenio zu sich, sie verschwinden im geöffneten heiligen Grab. Sidney, Bromly und Baron Viren erklären sich bereit, Kreuzritter zu werden. Die Anwesenden betrauern noch einmal Lysander, Olympie und Cardenio. Eine „Stimme aus dem heilgen Grabe“, Christus selbst, spricht ihnen Mut zu. Alle sind versöhnt und haben gesühnt, die noch Lebenden haben sich aktiv dem Christentum verschrieben. Das Stück endet mit den Versen des „Dichters“:
Schaffen zeigt sich im Verwandeln,

Ernst verwandelt sich in Spiel,

Dieses ist der Worte Ziel,

Doch des Lebens Ziel ist Handeln.

## Die Rolle von Ahasverus inJerusalem
Im zweiten Teil des Doppeldramas Halle und Jerusalem enthüllt sich der Umstand, dass Ahasverus der Vater des Protagonisten Cardenio ist. Die Figureneigenschaften, die Ahasverus in Halle besonders auszeichnen, lassen sich daher auch auf Cardenio übertragen. Nach langer und beschwerlicher Reise findet Ahasverus schließlich Erlösung, nachdem er einige Juden vom Anzünden der Grabeskirche in Jerusalem abgehalten hat.

## Ausgaben
- Erstausgabe (1811) in der Google-Buchsuche
- Jerusalem bei Zeno.org